# Бугаевский-Благодарный, Иван Васильевич
Иван Васильевич Бугаевский-Благодарный, Богаевский (1773—1860) — русский живописец, последователь сентиментализма, заметная фигура среди петербургских художников александровской эпохи, близкий друг Владимира Боровиковского и Алексея Венецианова; мастер портрета, также работал как церковный декоратор и график-карикатурист. Академик Императорской Академии художеств (с 1824; ассоциированный член — «назначенный» с 1822), коллежский советник (1847).

## Биография
Будучи чиновником хозяйственного департамента Министерства внутренних дел, занимался живописью самостоятельно, пользовался советами В. Л. Боровиковского и А. Г. Венецианова, с которыми находился в дружеских отношениях. Копировал произведения своих учителей. Получил звание «назначенный в академики» за «Портрет гусарского офицера», написанный с натуры (1822). За портрет профессора исторической живописи А. И. Ива́нова (в музее Академии художеств; эскиз — в Русском музее) был удостоен звания академика (1824).
Принимал активное участие в росписях вновь отстраиваемых после французского нашествия церквей и в написании для них икон. Из его работ наиболее известны портреты генерал-фельдмаршала светлейшего князя М. И. Кутузова (1813), генерал-майора Д. М. Юзефовича (1818), В. Л. Боровиковского (1825), канцлера князя В. П. Кочубея (1837), великой княжны (впоследствии королевы Нидерландов) Анны Павловны и великого князя (впоследствии императора) Николая Павловича (1825), а также жанровая картина «Капитолина из Тронихи» (1818) — копия по оригиналу А. Г. Венецианова, автопортрет (1814), хранящийся в Третьяковской галерее.
Бугаевский прослужил на государственной службе 47 лет, до самой смерти. Был успешным чиновником, постоянно получавшим за «усердную» и «отлично-ревностную» службу денежные суммы и премии, а также знаки отличия беспорочной службы (последний — за 50 лет службы — в 1858 году). Бугаевский стал кавалером всех соответствовавших его чинам и выслуге орденов: Св. Владимира 3-й и 4-й степени, Св. Анны 2-й степени с Императорскою короною и 3-й степени, Св. Станислава 2-й степени, был награждён темной бронзовой медалью в память Крымской войны 1853—1856 гг. Бугаевский был произведён в коллежские асессоры (1835). В дальнейшем ему удалось дослужиться до чина коллежского советника.
Умер 12 апреля 1860 года.

## Галерея

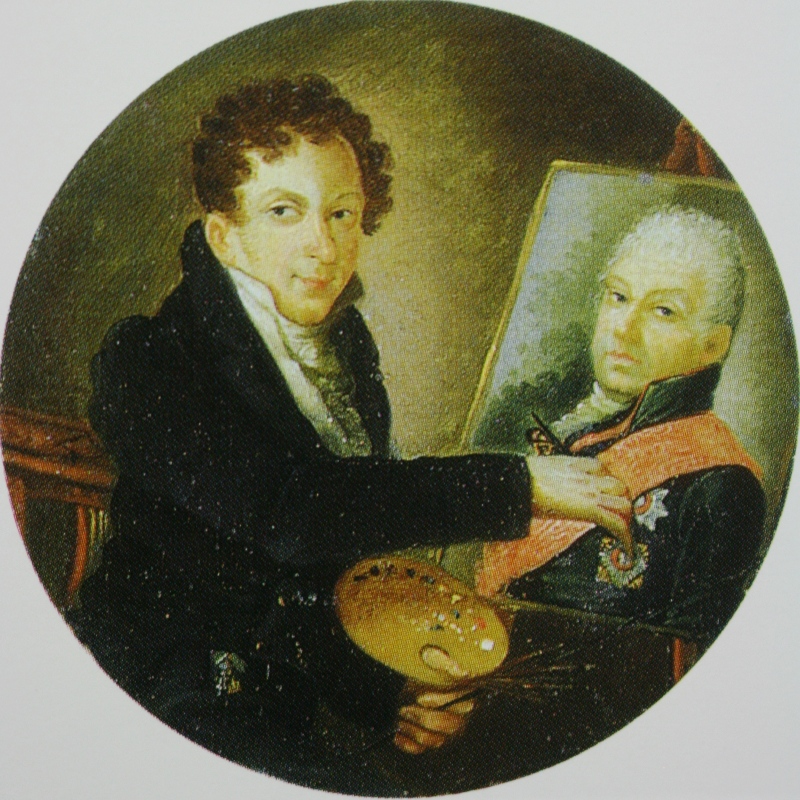
«Автопортрет» И. В. Бугаевского-Благодарного (не позднее 1816)
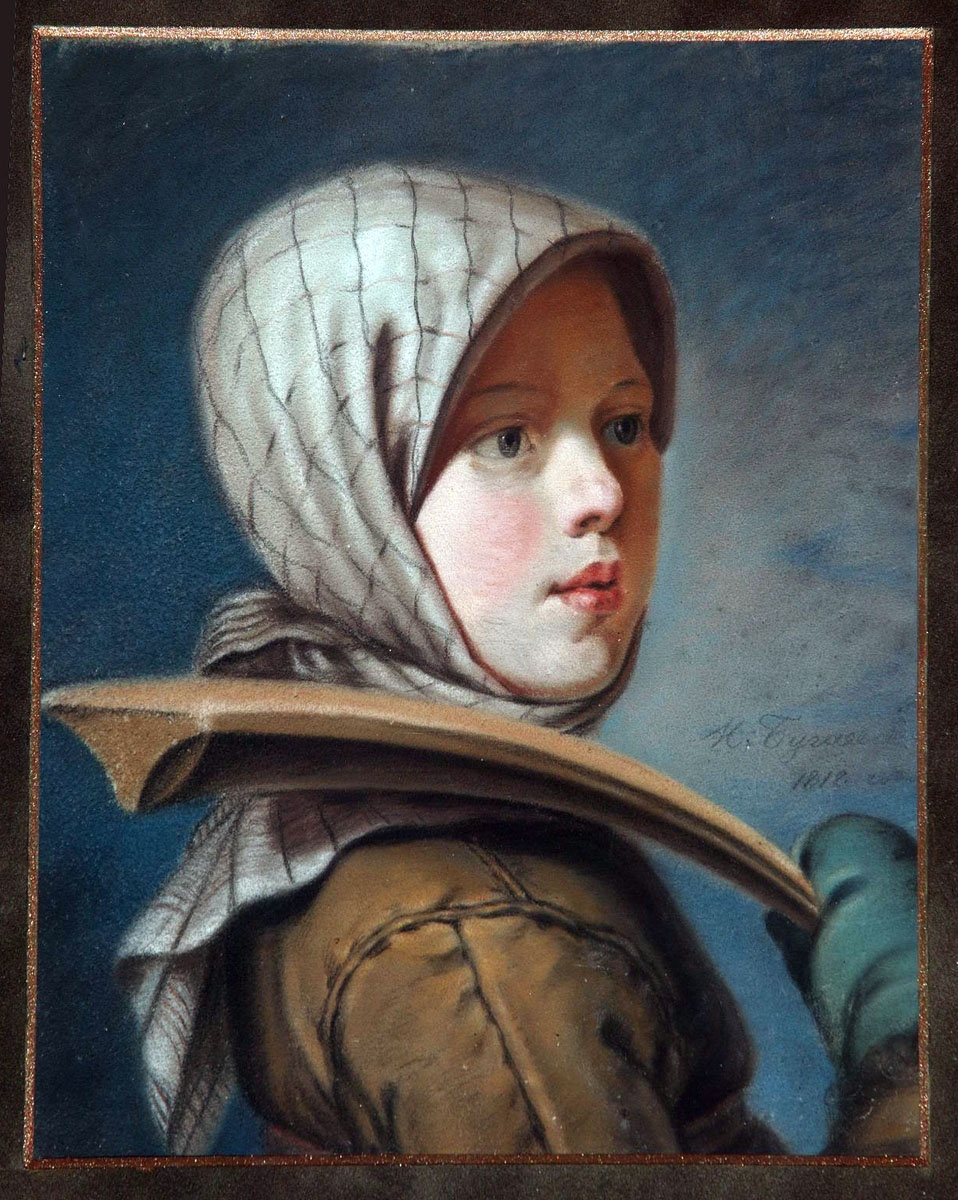
Капитолина из Тронихи (1818). Копия с пропавшей картины А. Венецианова «Капитошка». ГТГ
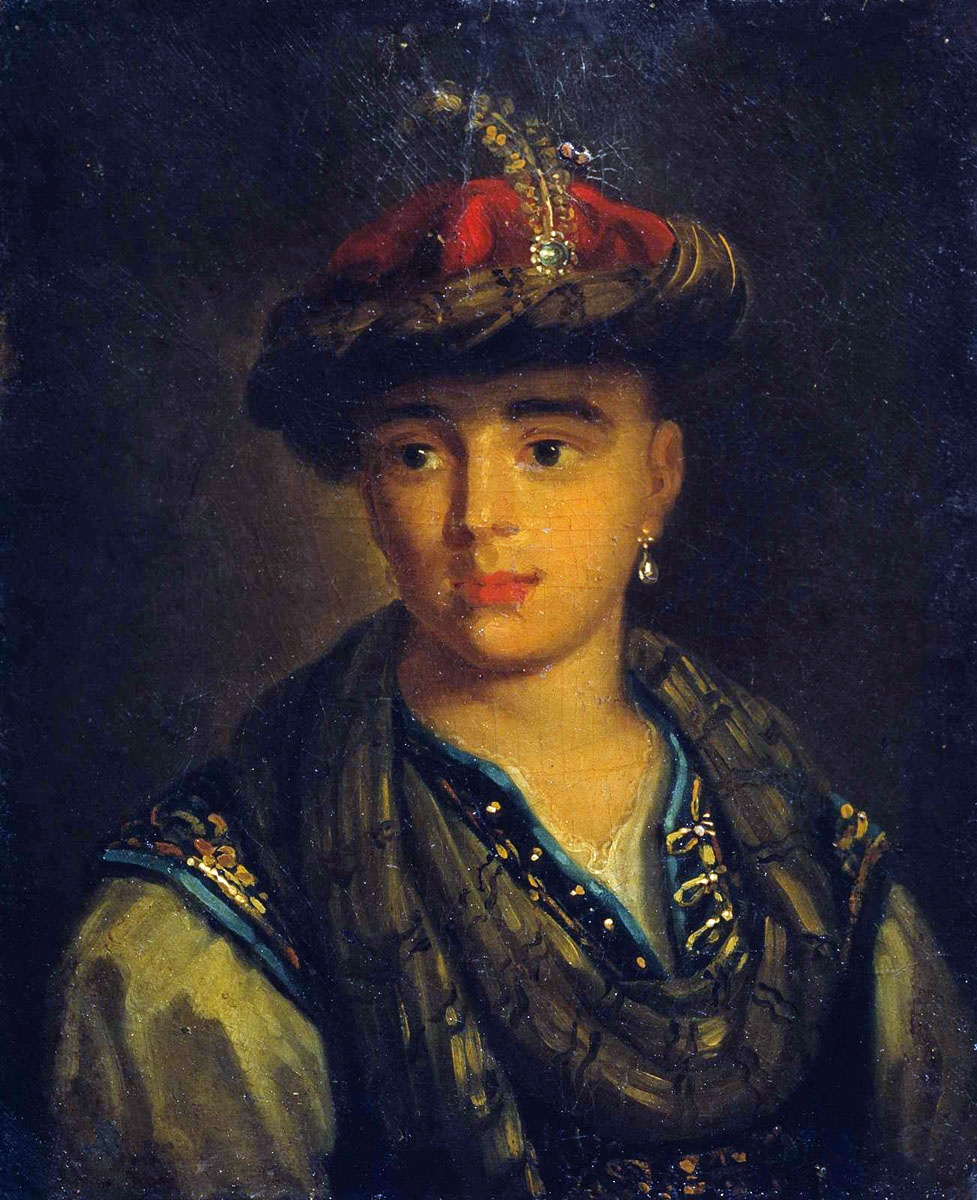
Портрет молодого человека в театральном костюме (1823). ГТГ
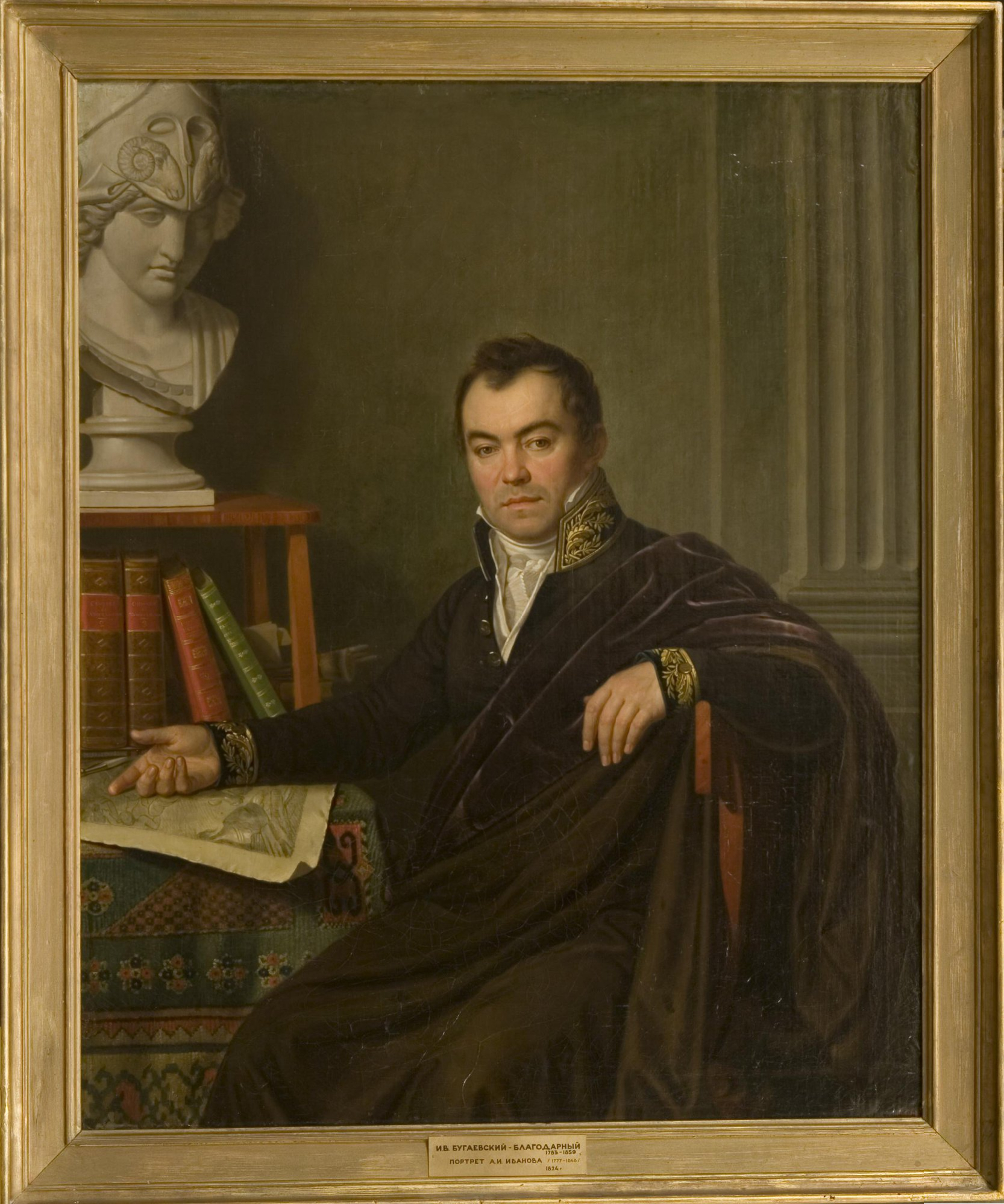
Портрет академика ИАХ, художника А. И. Иванова. НИМ РАХ
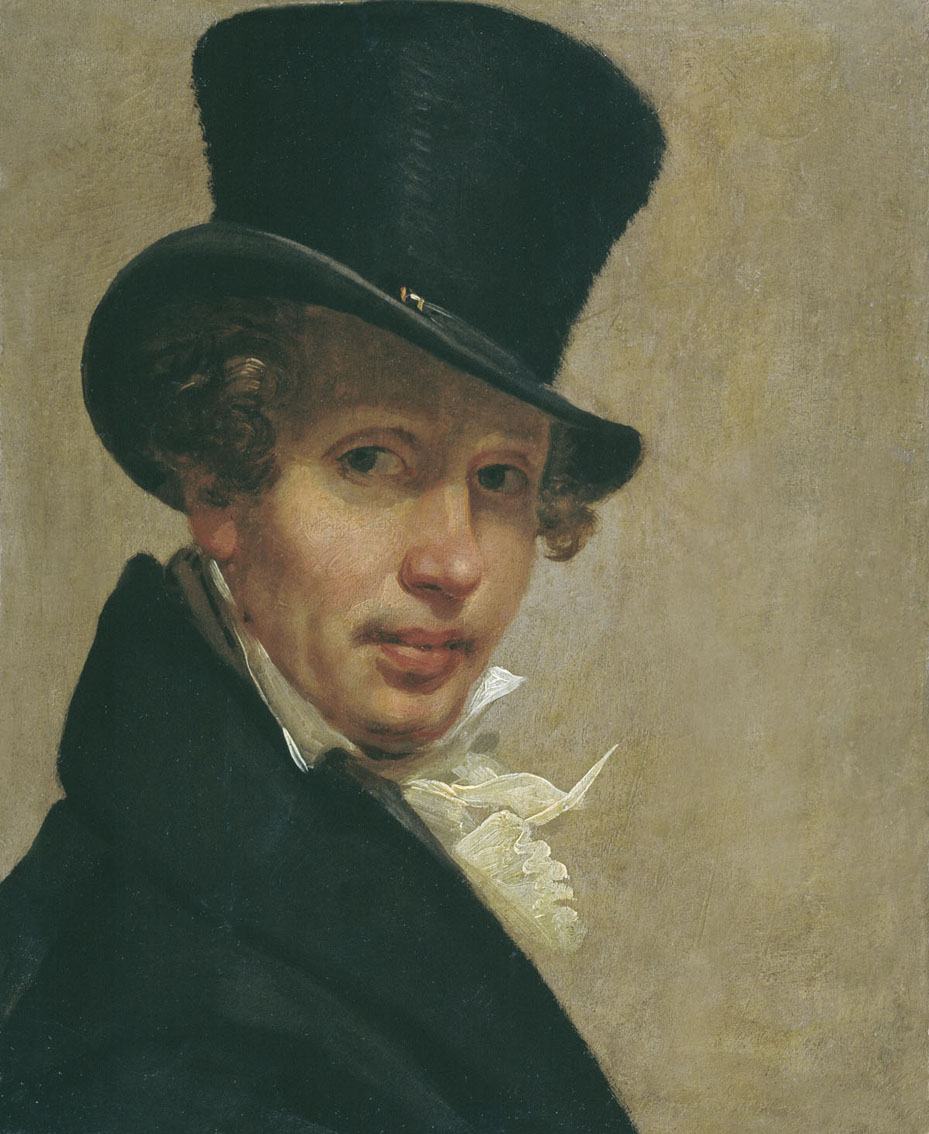
Портрет неизвестного в цилиндре (1824). ГТГ
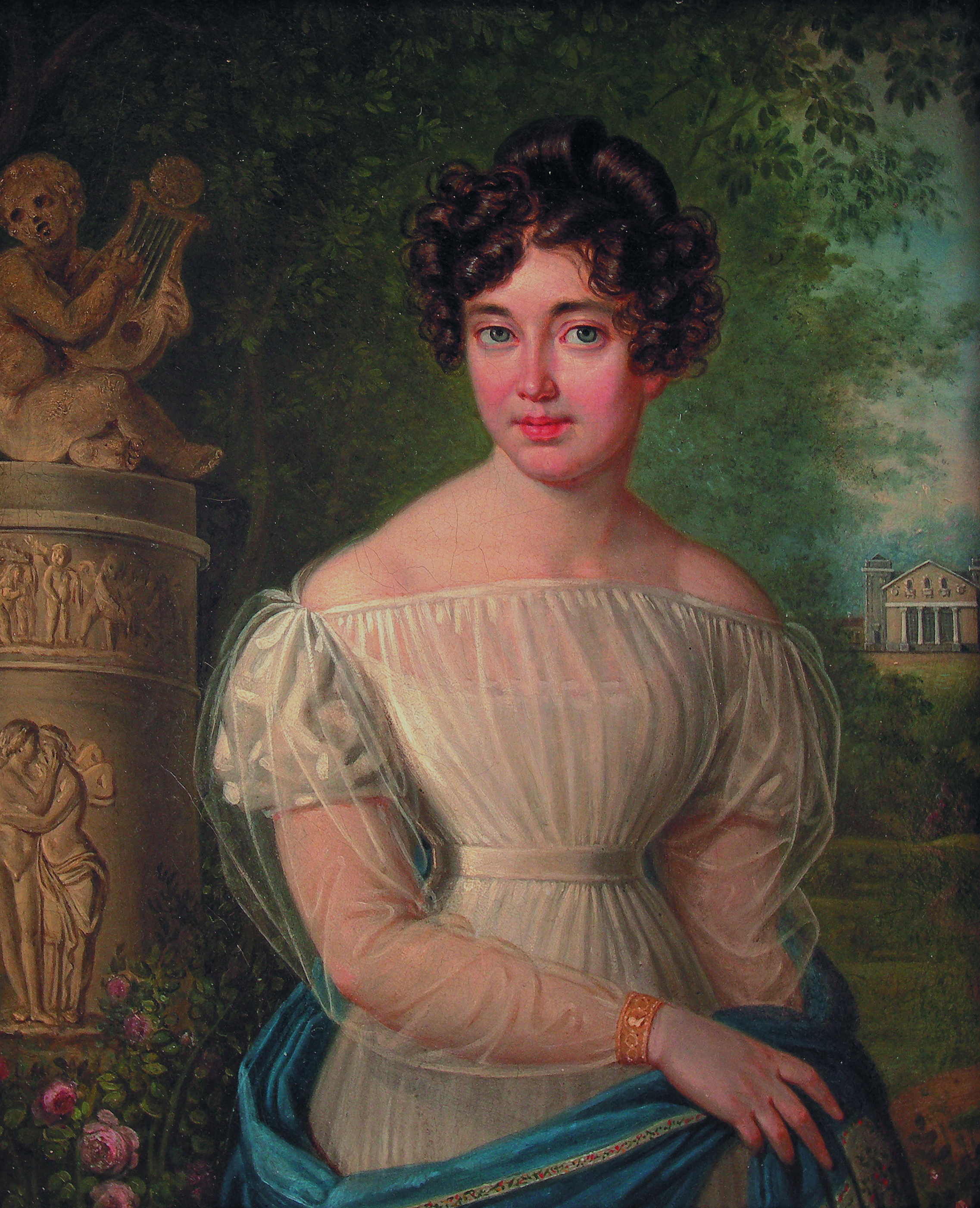
Портрет дамы в парке (1827)
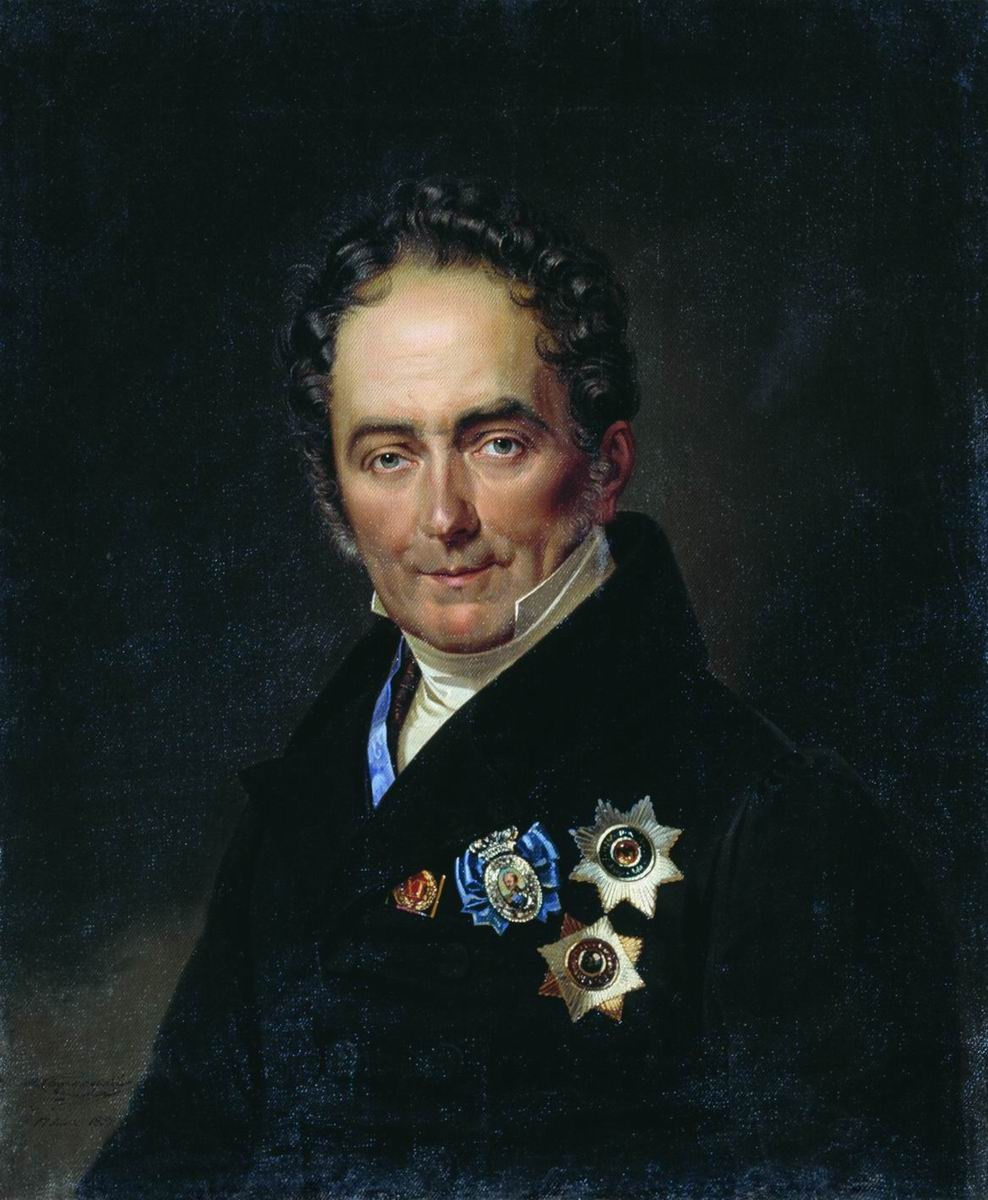
Портрет графа Кочубея (1837)
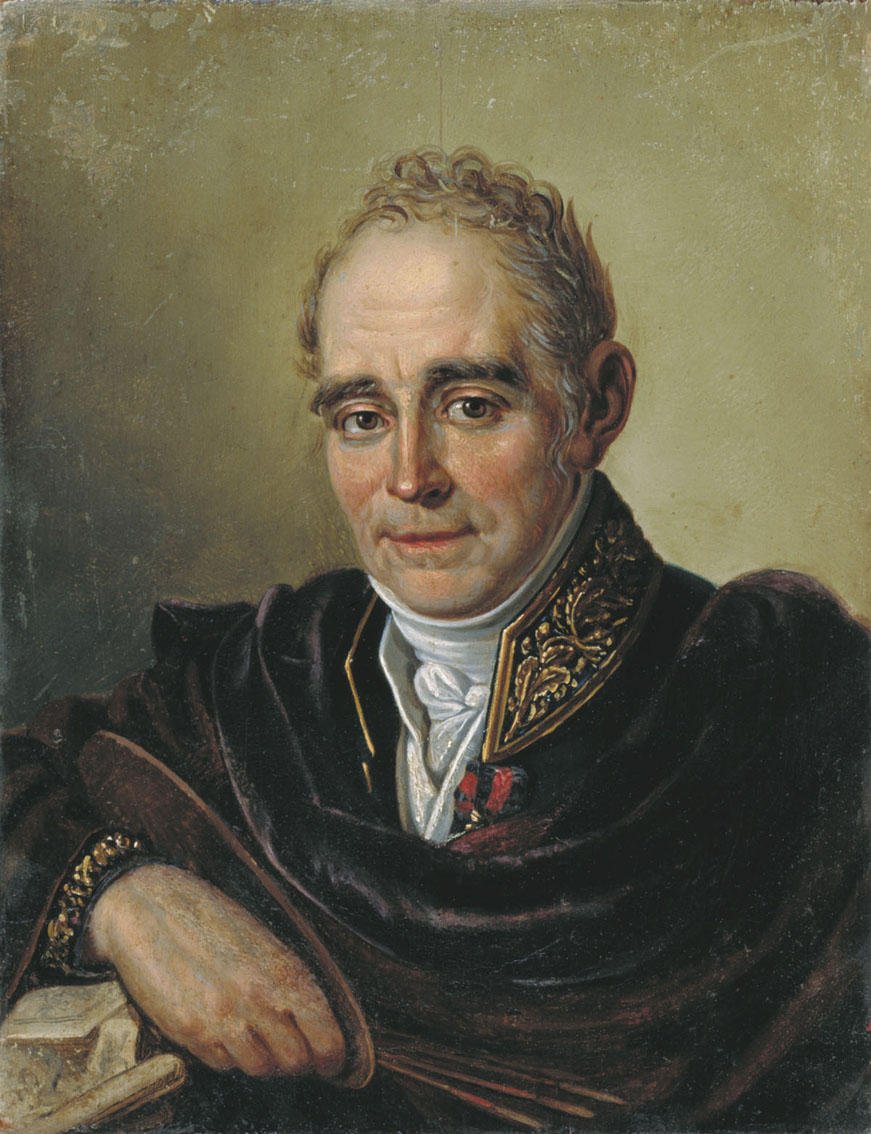
Портрет художника В. Л. Боровиковского